# 錢大叔
錢大叔（?—1980年），原名錢廣仁，早年就讀聖保羅書院，香港音樂家、電影演員及導演。錢氏少時，熱心體育運動，曾連膺聖保羅書院週年田徑賽冠軍三年：又代表我國出席遠東排球隊兩屆。在上海時，曾極力提倡各大學與社團排球運動。
錢大叔雅好絲竹，在1927年創辦「新月唱片公司」，1935年加入電影圈，銀幕處男作粵語喜劇《摩登新娘》（1935年）；息影作粵語文藝片《孤兒行》（1955年），擔任導演，一生參與30齣電影。
1937年6月10日，中央電影檢查委員會委員戴策在香港「思豪酒店」舉行茶會招待香港新聞界，闡釋「禁止粵語聲片」的政策。錢大叔代表華南電影界致詞，請求維護粵語聲片。
在香港聖保羅書院求學時，由於與李善卿及何澤民(大傻)是親戚，結識陳紹棠，彼此志同道合，合力創辦「鐘聲慈善社」，造福人群。1952年9月6日，在香港高陞戲院籌款，由「金鳳屏劇團」演出粵劇《六國大封相》及《一樓風雨夜歸人》，錢大叔客串音樂拍和。。
自編自導粵語文藝片《難為了妹妹》並於1955年3月31日 香港公映；《女大要嫁》及《愛皆甜蜜》。

## 《新月集》雜誌
錢廣仁出版了這份屬於自家的產業雜誌，是為了幫自家公司新月留聲機唱片公司宣揚愛國理念、生產國貨、愛用國貨。新月留聲機唱片公司只交給大中華唱片場錄製唱片，「新月」的產品成為「國貨」的證明，包含雜誌內頁的廣告也主打愛國的理念，甚至每篇雜誌都會刊登一篇社論，而這些社論大多由錢廣仁所撰寫，呼籲國人購買本國的產品，支持本土產業。
（參考書目：《留聲中國：摩登音樂文化的形成》作者：Andrew F.Jones）

## 外部連結
- 香港電影資料館：錢大叔參演電影的記錄[永久]
- 香港影庫：錢大叔（錢廣仁） （页面存档备份，存于）
- 錢大叔（錢廣仁）的演出片斷 （页面存档备份，存于）侵犯版權?